# Litvánia budapesti követeinek és nagyköveteinek listája
Magyarország és Litvánia között első ízben 1923-ban jött létre diplomáciai kapcsolat, majd Litvánia részéről 1925-től a mindenkori berlini követet akkreditálták Budapestre. A balti országot 1940-ben a Szovjetunió bekebelezte, így annak önálló külpolitikája megszűnt. A rendszerváltást követően másodízben 1991. szeptember 2-án létesült nagykövetségi szintű diplomáciai kapcsolat. 1995-ig azonban nem került sor nagykövetcserére, sőt, még nagykövetség sem nyílt: Magyarország a helsinki nagykövetség vezetőjét akkreditálta, míg Litvánia a prágai nagykövetét bízta meg a magyarországi képviselettel. Az első litván nagykövet, Jurgis Brėdikis Litvánia csehországi misszióvezetője volt. Önálló litván külképviselet lényegében 2004 októberétől működik Budapesten, a hivatalos átadásra azonban csak 2005 márciusában került sor.

## A diplomáciai misszió vezetői
| kinevezés           | megbízólevél         | visszahívás          | név                    | rang             |
| ------------------- | -------------------- | -------------------- | ---------------------- | ---------------- |
| 1925                | 1925. július 10.     | 1931. november 9.    | Sidzikauskas Venceslas | követ, Berlin    |
| 1932                | 1932. május 11.      | 1940                 | Jurgis Šaulys          | követ, Berlin    |
| 1995                | 1995. november 21.   | 1998?                | Jurgis Brėdikis        | nagykövet, Prága |
| 1998                | 1998. szeptember 28. | 2002?                | Vygintas Grinis        | nagykövet, Prága |
| 2002                | 2002. június 4.      | 2004?                | Romualdas Kozyrovičius | nagykövet, Prága |
| 2004                | 2004. november 22.   | 2009?                | Darius Semaška         | nagykövet        |
| 2009                | 2009. június 19.     | 2013. szeptember 30. | Renatas Juška          | nagykövet        |
| 2014                | 2014. szeptember 1.  | 2019. augusztus 13.  | Rasa Kairienė          | nagykövet        |
| 2019. augusztus 14. | 2019. október 4.     |                      | Vytautas Pinkus        | nagykövet        |